# Курт Адам
Курт Адам (нім. Kurt Adam; 8 липня 1897, Штутгарт — 24 січня 1973, Мюнхен) — німецький офіцер, генерал-майор вермахту. Кавалер Німецького хреста в золоті.

## Біографія

### Перша світова війна
4 серпня 1914 року Адам вступив в якості добровольця і курсанта в польовий артилерійський полк «Король Карл» (1-й Вюртембергський) № 13, проте через хворобу був звільнений 24 вересня 1914 року й тільки після одужання прийнятий на службу 1 серпня 1915 року. З 29 квітня 1916 року на фронті. В якості лейтенанта 21 липня 1917 року переведений в 226-ий авіаційний відділ (артилерія), а трохи пізніше на 75-ту повітряну кулю.

### Між війнами
Після війни залишився в тимчасовому рейхсвері, служив у 13-му артилерійському полку. З формуванням реального рейхсверу Адам перейшов 1 січня 1921 року в 5-й артилерійський полк. 1 вересня 1924 року став ад'ютантом 2-ї дивізії. 1 жовтня 1932 року Адам був переведений в міністерство оборони. 15 жовтня 1935 року він був переведений в якості командира батареї в 19-ий артилерійський полк. Він був призначений майором 1 березня 1936 року. 15 лютого він був переведений в штаб командування «Верхній Рейн». 1 квітня 1939 року Адам був призначений підполковником.

### Друга світова війна
10 листопада 1940 він став старшим офіцером Генштабу 1-ї армії.
З 1 жовтня 1941 року — начальник Генерального штабу 25-го армійського корпусу. 20 квітня 1943 відправлений у резерв, відвідував курс підготовки командирів полку.
10 липня 1943 року Адам був переведений в групу армій «Південь» в якості заступника командира полку. 15 липня 1943 він став командиром 687-го гренадерського полку. 15 січня 1944 року він був переведений в групу армій «Південь», щоб замінити хворих командирів дивізій.
З 10 лютого 1944 року — заступник командира 111-ї піхотної дивізії.
З 22 квітня 1944 року — в резерві ОКВ.
1 червня 1944 року Адам був призначений виконувачем обов'язків начальника Генерального штабу 5-го армійського корпусу. На цій посаді він перебував до кінця війни.
8 травня 1945 року потрапив у полон, звільнений 30 червня 1947 року.

## Звання
- Лейтенант (21 липня 1917)
- Обер-лейтенант (31 липня 1925)
- Гауптман (капітан) (1 жовтня 1932)
- Майор (1 березня 1936)
- Оберст-лейтенант (підполковник) (1 квітня 1939)
- Оберст (полковник) (1 квітня 1941)
- Генерал-майор (1 квітня 1944)

## Нагороди
- Залізний хрест 2-го і 1-го класу
- Золота медаль «За військові заслуги» (Вюртемберг) (11 листопада 1918)

- Почесний хрест ветерана війни
- Медаль «За вислугу років у Вермахті» 4-го, 3-го, 2-го і 1-го класу (25 років)

- Застібка до Залізного хреста 2-го і 1-го класу
- Німецький хрест в золоті (16 січня 1944)